# هلزا
هلزا (به آلمانی: Helsa) یک شهر در آلمان است که در کسل واقع شده‌است. هلزا  ۵٬۷۶۴ نفر جمعیت دارد.

## خواهرخوانده
شهرهای Krimpen aan de Lek و تربس خواهرخوانده‌های هلزا هستند.